# ANGOP
ANGOP (Agência Angola Press) és l'agència de notícies oficial de l'estat d'Angola, fundada en 1975 e ex-aliada de l'actualment extingida agència de notícies oficial de la Unió Soviètica, a Agència Telegràfica de la Unió Soviètica (TASS). Forma part de l'Aliança de les Agències d'Informació de Llengua Portuguesa, sent responsable de l'actual presidència d'aquest organisme.

## Fundació
L'ANGOP va ser fundada a Luanda en Juliol de 1975, sota la designació d' Agência Nacional Angola Press (ANAP), en octubre d'aquest mateix any va canviar de designació per ANGOP per mitjà de despatx amb data de 30 d'octubre de 1975, promulgat pel llavors president Agostinho Neto, gaudint d'autonomia i independència editorial, en el marc de la llei n. 9/75 de 15 de setembre de 1975.
El 2 de febrer de 1978 va passar a ser l'òrgan estatal de comunicació social per mitjà del decret presidencial n. 11/78. A partir d'aquesta data, no va parar de créixer arribant a aconseguir en la dècada de 1980, una estructura constituïda per tres-cents treballadors, en la seva majoria periodistes i funcionant vint-i-quatre hores al dia, amb representacions en tot el país i amb cinc delegacions en l'estranger (Portugal, Brasil, Regne Unit, Zimbabwe i ex-Zaire).
ÉS membre de les agències dels països no alineats, de la que va assumir la seva presidència de 1989 a 1992.

## Activitat
ANGOP recull, tracta i distribueix, tant a Angola com a l'exterior, notícies sobre l'actualitat nacional i internacional, subministrant, per connexió electrònica punt-a-punt, internet o correu electrònic, notícies als òrgans d'informació nacionals i estrangers. Darrerament ha tingut dificultats financeres i ha concertat serveis amb subscripció.

## Premis
ANGOP va rebre en 1990 i en 1992, el premi "Estrela de Ouro Internacional de Qualidade", concedit pel Business Iniciative Directions i en 1996 wl "World Quality Commitment Award" de la JX BAN Imagem Arte, ambdues empreses amb seu a Madrid.